# Emel Etem Tochkova
Emel Etem Tochkova (en bulgare Емел Етем Тошкова), née le 4 mars 1958 à Isperih, est une femme politique bulgare appartenant à la minorité turque de Bulgarie. 
Elle fait partie du Mouvement des droits et des libertés (MRF), le principal parti turc en Bulgarie. Elle a été vice-ministre-présidente et ministre des Situations d'urgence entre 2005 et 2009. Son fief est Razgrad.